# 擊戰
《擊戰》（Battle of the Throne）是由香港電視娛樂製作的真人秀節目。節目由2021年5月3日至21日，逢星期一至五22:30－23:00，於ViuTV首播，並由李健宏、江𤒹生、余逸思主持。節目由「『友』手工啤酒」冠名贊助，為該台5周年台慶實況娛樂節目之一。
本節目亦是香港少有以純樂器演奏作為比賽主題的真人騷節目。節目亦宣稱自己是香港首個打鼓真人騷。

## 導師及參賽者
| 導師                          | 參賽者             |
| ----------------------------- | ------------------ |
| 馮卓然 @ONE PROMISE （Anton） | 吳卓曦（Hei Hei）  |
| 馮卓然 @ONE PROMISE （Anton） | 羅巧頎（Piaf）     |
| 馮卓然 @ONE PROMISE （Anton） | 梁俊文（Underdog） |
| 張嘉豪（波子）                | 顏嘉泳（Fingfing） |
| 張嘉豪（波子）                | 王樂欣（Kinki）    |
| 張嘉豪（波子）                | 陳嘉惠（Ande）     |
| 黃偉勳（阿勳）                | 朱敏琪（Maggie）   |
| 黃偉勳（阿勳）                | 許樂媛（Karen）    |
| 黃偉勳（阿勳）                | 葉穎欣（Yip）      |
|                               | 崔恩沛（Pui）      |

## 每集內容

#### 第一輪（9強）淘汰賽（第1-3集）
評判：黃偉勳（阿勳）、馮卓然@ONE PROMISE（Anton）、張嘉豪（波子）
說明：參賽者需要在大會提供的四首指定歌曲中（六月飛霜、潛龍勿用、紅日、心急人上）選一首演奏，演奏後導師將舉牌選擇是否接收參賽者進入自己組別。如多於一位導師舉牌，將由參賽者選擇想要進入之組別。導師將分別挑選3位組員入組。
| 吳卓曦（Hei Hei）  | 01 | 六月飛霜 | 進入Anton組 |
| 羅巧頎（Piaf）     | 02 | 潛龍勿用 | 進入Anton組 |
| 朱敏琪（Maggie）   | 03 | 六月飛霜 | 進入阿勳組  |
| 許樂媛（Karen）    | 04 | 紅日     | 進入阿勳組  |
| 顏嘉泳（Fingfing） | 05 | 潛龍勿用 | 進入波子組  |
| 梁俊文（Underdog） | 06 | 心急人上 | 進入Anton組 |
| 王樂欣（Kinki）    | 07 | 潛龍勿用 | 進入波子組  |
| 葉穎欣（Yip）      | 08 | 潛龍勿用 | 進入阿勳組  |
| 陳嘉惠（Ande）     | 09 | 心急人上 | 進入波子組  |
| 崔恩沛（Pui）      | 10 | 心急人上 | 淘汰        |

| 吳卓曦（Hei Hei）  | 顏嘉泳（Fingfing） | 朱敏琪（Maggie） |
| 羅巧頎（Piaf）     | 王樂欣（Kinki）    | 許樂媛（Karen）  |
| 梁俊文（Underdog） | 陳嘉惠（Ande）     | 葉穎欣（Yip）    |

#### Chill Club鼓手爭奪戰（第4-5集）
評判：鄧建明＋非出場參賽者所屬隊伍之導師
說明：大會預先將九首指定歌曲分成A、B、C三組。在導師選取歌曲組合前，三組需進行小遊戲鬥快設置好一套鼓，由主持李健宏評定合格或不合格，勝出組別可獲優先選取歌曲組合。各組選取歌曲組合後再分配參賽者演奏的歌曲，並以A、B、C組歌曲順序出場。評判會為每位鼓手評分，最高分參賽者將會到ViuTV節目《Chill Club》擔任客席鼓手。
| 比賽內容         | 比賽內容           | 比賽內容       | 比賽內容 | 比賽內容 | 比賽內容 |
| 出場組別（順序） | 本名（暱稱）       | 表演歌曲       | 歌曲組別 | 評分     |          |
| ---------------- | ------------------ | -------------- | -------- | -------- | -------- |
| Anton組          | 梁俊文（Underdog） | 如果我是陳奕迅 | A組      | 68       |          |
| Anton組          | 吳卓曦（Hei Hei）  | 還不夠遠       | A組      | 77       |          |
| Anton組          | 羅巧頎（Piaf）     | 愛是懷疑       | A組      | 47       |          |
| 阿勳組           | 葉穎欣（Yip）      | 紅色跑車       | B組      | 59       |          |
| 阿勳組           | 許樂媛（Karen）    | 不想回家       | B組      | 86       |          |
| 阿勳組           | 朱敏琪（Maggie）   | 自動勝利       | B組      | 69       |          |
| 波子組           | 王樂欣（Kinki）    | 人在做         | C組      | 69       |          |
| 波子組           | 顏嘉泳（Fingfing） | 修羅界         | C組      | 85       |          |
| 波子組           | 陳嘉惠（Ande）     | 3AM            | C組      | 88       |          |

賽前小遊戲勝出組別：阿勳組
比賽勝出參賽者：陳嘉惠（Ande）

#### 第二輪（六強）淘汰賽（第6-8集）
評判：朱翰博@太極樂隊、杜志恒@Mr.、伍仲衡
主題：向Beyond致敬
說明：比賽分成三輪，每輪各隊各派一個參賽者分別演奏同一首Beyond經典歌曲（長城、光輝歲月、我是憤怒）。比賽當天，主持才會抽出每輪參賽者比賽歌曲。
計分及淘汰機制：每輪比賽第一名得3分，第二名得2分，第三名得1分。三輪比賽後，累積得分最高組將會全員晉級，累積分數排名第二組別淘汰1人，累積分數排名第三組別將淘汰2人。
| 比賽內容 | 比賽內容           | 比賽內容 | 比賽內容 | 比賽內容   | 比賽內容 |
| 演奏歌曲 | 本名（暱稱）       | 所屬組別 | 得分     | 淘汰／晉級 |          |
| -------- | ------------------ | -------- | -------- | ---------- | -------- |
| 光輝歲月 | 葉穎欣（Yip）      | 阿勳組   | 1        | 淘汰       |          |
| 光輝歲月 | 羅巧頎（Piaf）     | Anton組  | 2        | 晉級       |          |
| 光輝歲月 | 陳嘉惠（Ande）     | 波子組   | 3        | 晉級       |          |
| 長城     | 梁俊文（Underdog） | Anton組  | 2        | 晉級       |          |
| 長城     | 王樂欣（Kinki）    | 波子組   | 1        | 淘汰       |          |
| 長城     | 朱敏琪（Maggie）   | 阿勳組   | 3        | 晉級       |          |
| 我是憤怒 | 顏嘉泳（Fingfing） | 波子組   | 1        | 淘汰       |          |
| 我是憤怒 | 許樂媛（Karen）    | 阿勳組   | 2        | 晉級       |          |
| 我是憤怒 | 吳卓曦（Hei Hei）  | Anton組  | 3        | 晉級       |          |

| 吳卓曦（Hei Hei）  | 陳嘉惠（Ande） | 朱敏琪（Maggie） |
| 羅巧頎（Piaf）     |                | 許樂媛（Karen）  |
| 梁俊文（Underdog） |                |                  |

#### 第三輪（四強）淘汰賽（第9-12集）
評判：黎俊華@Dear Jane、葉晨曦@ToNick、朱偉初@Kolor
主題：與當紅樂隊合奏
說明：參賽者將和三隊當紅樂隊（Dear Jane、ToNick、Kolor）合奏歌曲，每隊樂隊會分別和兩位參賽者合奏兩首歌。評判會為每位參賽者評分，得分最低兩位參賽者會被淘汰。
| 比賽內容           | 比賽內容 | 比賽內容  | 比賽內容           | 比賽內容 | 比賽內容   |
| 本名（暱稱）       | 所屬組別 | 合奏樂隊  | 演奏歌曲           | 得分     | 淘汰／晉級 |
| ------------------ | -------- | --------- | ------------------ | -------- | ---------- |
| 陳嘉惠（Ande）     | 波子組   | Dear Jane | 哪裡只得我共你     | 245      | 晉級       |
| 吳卓曦（Hei Hei）  | Anton組  | Dear Jane | 羽毛鱗翅           | 257      | 晉級       |
| 梁俊文（Underdog） | Anton組  | ToNick    | 時間的初衷         | 235      | 晉級       |
| 許樂媛（Karen）    | 阿勳組   | ToNick    | 鬼滅之日           | 275      | 晉級       |
| 朱敏琪（Maggie）   | 阿勳組   | Kolor     | 這些機會不是屬於我 | 185      | 淘汰       |
| 羅巧頎（Piaf）     | Anton組  | Kolor     | 公路之星           | 173      | 淘汰       |

| 吳卓曦（Hei Hei）  | 陳嘉惠（Ande） | 許樂媛（Karen） |
| 梁俊文（Underdog） |                |                 |

#### 決賽（第13-14集）、終極決賽（第15集）
評判：陳匡榮、徐協倫、王雙駿
說明：比賽分兩部分，首先鼓手會演奏自選歌曲，之後會和大會的四位歌手（馮允謙、李幸倪、陳蕾、陳柏宇）配對一位共同表演指定歌曲。評判會分別為參賽者兩個回合表演評分，最高分的兩位參賽者會進入終極決賽，進行一對一對決。終極決賽又分三個回合：Drum Battle、Drum Solo和即興演奏。評判又會分別為三個回合評分，累積三回合分數最高者為終極冠軍。
| 吳卓曦（Hei Hei）  | 粉碎糖果屋       | 馮允謙－Dancing In The Rain、開始倒數 | 晉級 |
| 陳嘉惠（Ande）     | 你朝我的方向走來 | 李幸倪－和每天講再見、今朝有酒        | 淘汰 |
| 許樂媛（Karen）    | 妖治時代         | 陳蕾－ 娑婆、荒島之幻象               | 晉級 |
| 梁俊文（Underdog） | 季候鳥           | 陳柏宇－悔過書、動物農莊              | 淘汰 |

| 比賽內容（終極決賽） | 比賽內容（終極決賽） | 比賽內容（終極決賽） | 比賽內容（終極決賽） | 比賽內容（終極決賽） | 比賽內容（終極決賽） | 比賽內容（終極決賽） |
| 參賽者               | 第一回合分數         | 第二回合分數         | 第三回合分數         | 累積分數             | 排名                 |                      |
| -------------------- | -------------------- | -------------------- | -------------------- | -------------------- | -------------------- | -------------------- |
| 吳卓曦（Hei Hei）    | 244                  | 235                  | 240                  | 719                  | 冠軍                 |                      |
| 許樂媛（Karen）      | 227                  | 250                  | 205                  | 682                  | 亞軍                 |                      |

## 集數列表
| 集數 | 播映日期 | 主題                        |
| 01   | 5月3日   | 結束的起點                  |
| 02   | 5月4日   | 從來未放棄嘗試最大志願      |
| 03   | 5月5日   | 誰想於此講再見              |
| 04   | 5月6日   | 那些你很冒險的夢            |
| 05   | 5月7日   | 你是你本身的傳奇            |
| 06   | 5月10日  | 靠兩手向理想揮手            |
| 07   | 5月11日  | 圍欲望與理想 叫嚷           |
| 08   | 5月12日  | 可否爭番一口氣？            |
| 09   | 5月13日  | 機會斷送給別人              |
| 10   | 5月14日  | 抱緊每一瞬間都已夠          |
| 11   | 5月17日  | 路遙沒顧慮                  |
| 12   | 5月18日  | 拼了所有 斷氣方休           |
| 13   | 5月19日  | One chance to live it up!   |
| 14   | 5月20日  | 成和敗一切屬我              |
| 15   | 5月21日  | 頭也不回的告別昨天 奔向明天 |

## 記事
- 2021年3月23日：舉行探班。

## 外部連結
- ViuTV：擊戰 （页面存档备份，存于）

## 電視節目的變遷
| 香港 ViuTV 星期一至五 22:30－23:00                   | 香港 ViuTV 星期一至五 22:30－23:00           | 香港 ViuTV 星期一至五 22:30－23:00                 |
| ---------------------------------------------------- | -------------------------------------------- | -------------------------------------------------- |
|                                                      | 擊戰 （2021年5月3日－2021年5月21日）         |                                                    |
| 考有Feel （2021年4月5日－2021年4月30日）             | 中女唔易做 （2021年5月24日－2021年6月4日）   |                                                    |
| 香港 ViuTV 星期二至六（星期一至五深夜）00:00－00:30  |                                              |                                                    |
| 玩X爆香港地（重播） （2023年5月23日－2023年6月10日） | 擊戰（重播） （2023年6月13日－2023年7月1日） | 金剛旅神團（重播） （2023年7月4日－2023年7月22日） |